# 管花兰
管花兰（学名：Corymborkis veratrifolia）为兰科管花兰属下的一个种。